# Maurizio Chiari
Maurizio Chiari (Parma, 15 marzo 1926 – Orvieto, 6 marzo 2003) è stato un costumista e scenografo italiano.

## Biografia
Nato da una famiglia dell'alta borghesia, figlio di Enzo (1895-1931) e di Isotta Chiari (1898-1972), maggiore di due fratelli, ben presto orfano di padre, studiò presso il collegio Maria Luigia con docenti d'eccezione quali Attilio Bertolucci. Iscrittosi nel 1945 al Politecnico di Milano presso la Facoltà di Architettura, ospite pagante insieme al compagno Enrico Medioli presso Gio Ponti, non proseguì negli studi. 
Dopo sporadiche attività nel teatro e una collaborazione come illustratore per la rivista di cinema Sapienze (n. 10-11, 1950), si trasferì a Roma. Attivo nel cinema negli anni Cinquanta e Sessanta, partecipò a 24 film in veste di costumista, scenografo o arredatore, collaborando anche con Luchino Visconti nelle prime edizioni del Festival dei Due Mondi di Spoleto.
Dagli anni Settanta trasferì le sue profonde conoscenze di antiquariato, di arte contemporanea e di storia, combinandole con il suo innato buon gusto, nella ristrutturazione di ville e appartamenti e nella decorazione di interni. A sua firma sono diverse case illustri, fra cui la propria di Roma, in Via dell'Anima, affittata per anni a Silvio Berlusconi, e ora visibili su diversi numeri della rivista AD. Fu un grande viaggiatore fin dai primi anni Sessanta, spesso compiuti col compagno Enrico Medioli, sceneggiatore. Si ritirò negli ultimi anni a vivere a Orvieto, nella propria villa cinquecentesca circondata da un ampio parco, ove è morto il 6 marzo 2003.

## Filmografia

### Costumista
- Donne e soldati, regia di Luigi Malerba e Antonio Marchi (1954)
- Jovanka e le altre (5 Branded Women), regia di Martin Ritt (1960)
- La sposa bella (The Angel Wore Red), regia di Nunnally Johnson (1960)
- Agostino, regia di Mauro Bolognini (1962)
- La corruzione, regia di Mauro Bolognini (1963)
- Il magnifico cornuto, regia di Antonio Pietrangeli (1964)
- Una moglie americana, regia di Gian Luigi Polidoro (1965)
- Io la conoscevo bene, regia di Antonio Pietrangeli (1965)
- Perché uccidi ancora, regia di José Antonio de la Loma (1965)
- L'ombrellone, regia di Dino Risi (1965)
- Operazione San Gennaro, regia di Dino Risi (1966)
- L'arcidiavolo, regia di Ettore Scola (1966)
- La ragazza con la pistola, regia di Mario Monicelli (1968)
- Come, quando, perché, regia di Antonio Pietrangeli e Valerio Zurlini (1969)
- Una lucertola con la pelle di donna, regia di Lucio Fulci (1971)

### Scenografo, arredatore
- Nata di marzo, regia di Antonio Pietrangeli (1958)
- Dolci inganni, regia di Alberto Lattuada (1960)
- Agostino, regia di Mauro Bolognini (1962)
- Kali Yug, la dea della vendetta, regia di Mario Camerini (1963)
- Il mistero del tempio indiano, regia di Mario Camerini (1963)
- Io la conoscevo bene, regia di Antonio Pietrangeli (1965)
- L'ombrellone, regia di Dino Risi (1965)
- Una moglie americana, regia di Gian Luigi Polidoro (1965)
- Le dolci signore, regia di Luigi Zampa (1967)
- Come, quando, perché, regia di Antonio Pietrangeli e Valerio Zurlini (1969)

### Arredatore
- Jovanka e le altre, regia di Martin Ritt (1960)
- Barabba, regia di Richard Fleischer (1961)
- Hong Kong un addio, regia di Gian Luigi Polidoro (1963)
- La corruzione, regia di Mauro Bolognini (1963)
- L'ombrellone, regia di Dino Risi (1965)
- Una moglie americana, regia di Gian Luigi Polidoro (1965)
- La tempesta, regia di Alberto Lattuada, (1958)